# Exostema
Exostema é um género botânico pertencente à família Rubiaceae.

## Espécies
- Exostema acuminatum Urb.
- Exostema angustifolium (Sw.) Schult.
- Exostema bicolor Poepp.
- Exostema brachycarpum (Sw.) Schult.
- Exostema caribaeum (Jacq.) Schult.
- Exostema cordatum Borhidi & M.Fernandez
- Exostema coriaceum (Poir.) Schult.
- Exostema corymbosum (Ruiz & Pav.) Spreng.
- Exostema curbeloi Borhidi & M.Fernandez
- Exostema ellipticum Griseb.
- Exostema glaberrimum Borhidi & M.Fernandez
- Exostema lancifolium Borhidi & Acuna
- Exostema lineatum (Vahl) Schult.
- Exostema longiflorum (Lamb.) Schult.
- Exostema maynense Poepp.
- Exostema mexicanum A.Gray
- Exostema microcarpum Borhidi & M.Fernandez
- Exostema myrtifolium Griseb.
- Exostema nites Urb.
- Exostema orbiculatum Proctor
- Exostema parviflorum A.Rich. ex Humb. & Bonpl.
- Exostema pervestitum Borhidi & M.Fernandez
- Exostema polyphyllum Urb. & Ekman
- Exostema pulverulentum Borhidi
- Exostema purpureum Griseb.
- Exostema rotundatum Griseb.
- Exostema salicifolium Griseb.
- Exostema sanctae-luciae (Kentisch) Britten
- Exostema selleanum Urb.
- Exostema spinosum (Le Vavass.) Krug & Urb.
- Exostema stenophyllum Britton
- Exostema triflorum (W.Wright) G.Don
- Exostema valenzuelae A.Rich.
- Exostema velutinum Standl.